# Tikanlıçay
Tikanlıçay är ett vattendrag i Azerbajdzjan.   Det ligger i distriktet Qəbələ, i den centrala delen av landet, 200 km väster om huvudstaden Baku.
Omgivningarna runt Tikanlıçay är en mosaik av jordbruksmark och naturlig växtlighet. Runt Tikanlıçay är det ganska tätbefolkat, med 58 invånare per kvadratkilometer.